# 2687 Tortali
A 2687 Tortali (ideiglenes jelöléssel 1982 HG) a Naprendszer kisbolygóövében található aszteroida. Martin Watt fedezte fel 1982. április 18-án.